# Гребля Тічі-Гаф
36°25′12″ пн. ш. 4°41′26″ сх. д. / 36.420133333333° пн. ш. 4.6904722222222° сх. д.

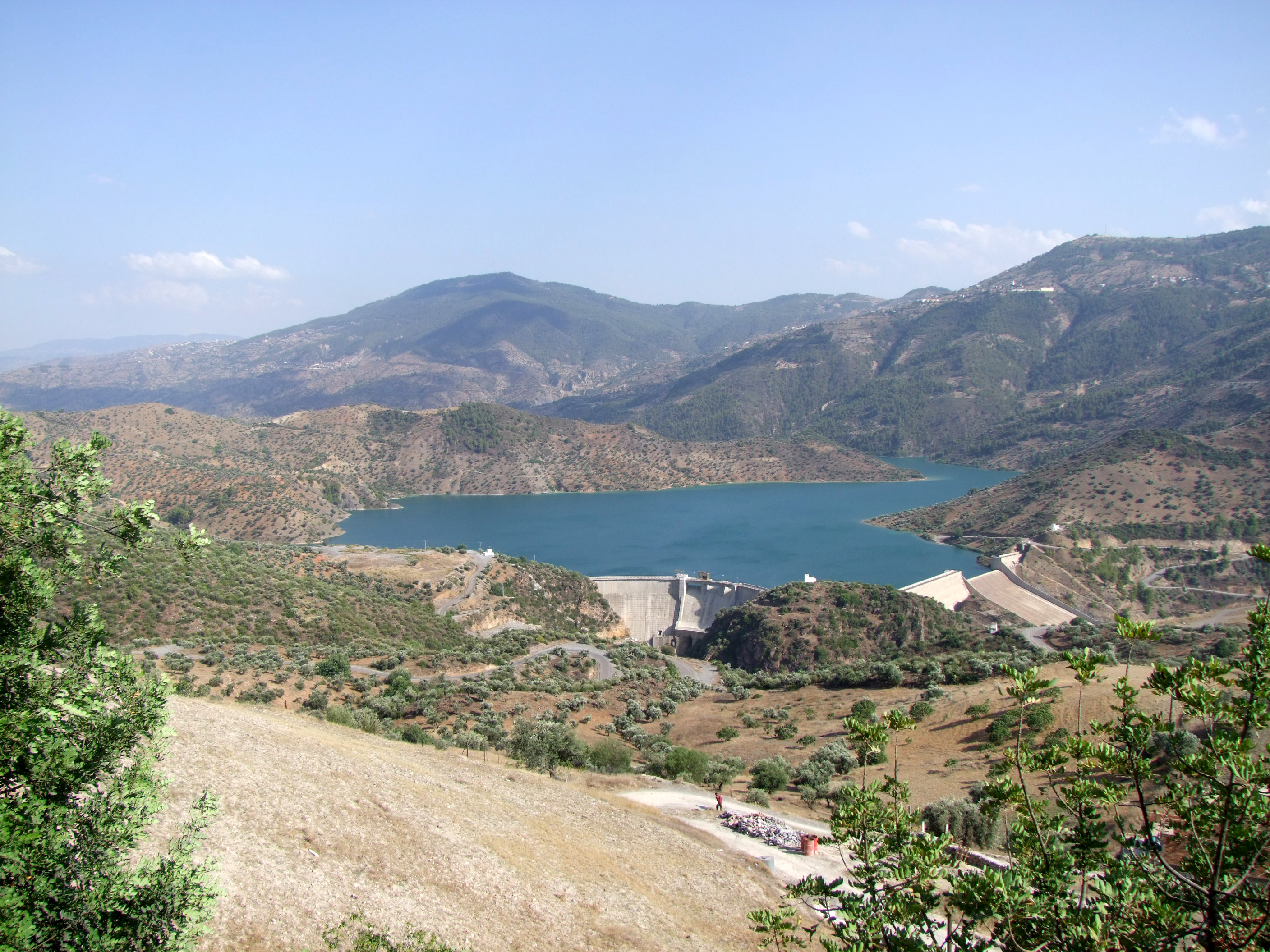
Вид на греблю з нижнього б’єфу

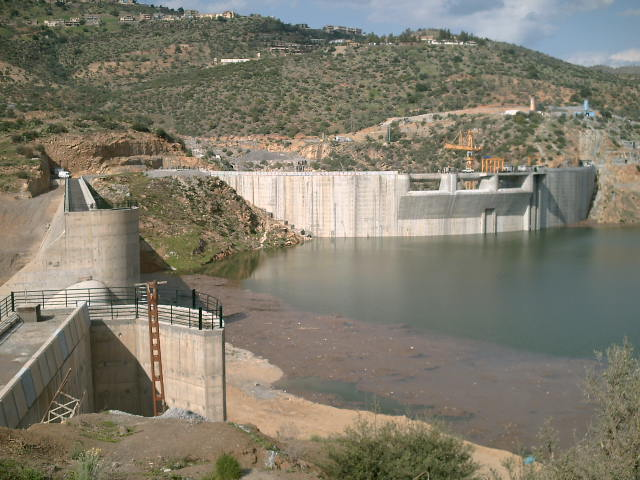
Вид на греблю з верхнього б’єфу

Гребля Тічі-Хаф (фр. Tichy Haf) – арково-гравітаційна гребля в селі Махфуда , комуна Бухамза, територія Аїт-Аїдель, провінція Беджая, регіон Кабілія  на півночі Алжиру.
Греблю спорудили в 1986-2006 роках на уеді Бусселам (Boussellam), який дренує значну ділянку в південній частині Тель-Атласу та є правою твірною уеду Суммам (Soummam), що впадає в Середземне море на південній околиці Беджаї (варто відзначити, що вище по течії Бусселам також існує велика гребля Айн-Зада). Водозбірний басейн вище від споруди складає 3980 км2 (з них 2080 км² вище від греблі Айн-Зада), а її призначенням є водопостачання, іригація та захист від повеней.
В межах проекту долину уеду перекрили бетонною арковою греблею висотою 83,5 метра, довжиною 275 метрів та шириною по гребеню 28 метрів. Ліворуч від основної греблі та майже під прямим кутом до неї зведена допоміжна споруда для закриття сідловини, яка виконана із ущільненого котком бетону, має висоту 35 метрів та довжину 180 метрів. До лівого завершення допоміжної споруди примикає головний водоскид з порогом шириною 85 метрів, який здатен під час повені перепускати 6400 м3/с (оскільки уед після греблі описує петлю, вода з водоскиду потрапляє у русло за шість сотень метрів нижче від греблі). Крім того, у аркову греблю вбудований допоміжний водоскид, розрахований на перепуск 1000 м3/с. Нарешті, у основній греблі існує нижній водоспуск з діаметром 3 метра та довжиною 27 метрів, який розрахований на потік у 172 м3/с.
Гребля утворила водосховище об’ємом 81,8 млн м3, з яких 75 млн м3 відносяться до корисного об’єму. При нормальному рівні поверхні на позначці 294,5 метра НРМ площа водойми становить 4,75 км2 (під час повені рівень може зростати до 302,5 метра НРМ).